# Raźno
Raźno (łot. Rāznas ezers) – jezioro we wschodniej Łotwie w okręgu rzeżyckim w Łatgalii, drugie co do wielkości w tym kraju. Powierzchnia – 57,564 km², maksymalna długość 12,1 km, głębokość średnia 7 m, maksymalna – 17 m, objętość 0,405 km³, położenie lustra wody 163,8 m n.p.m. Z jeziora wypływa rzeka Rzeżyca.